# Engoulevent du désert
Caprimulgus aegyptius
Espèce
Statut de conservation UICN

 LC  : Préoccupation mineure
L'Engoulevent du désert, Engoulevent d'Égypte ou Engoulevent du Sahara  (Caprimulgus aegyptius) est une espèce d'oiseaux de la famille des Caprimulgidae.

## Répartition

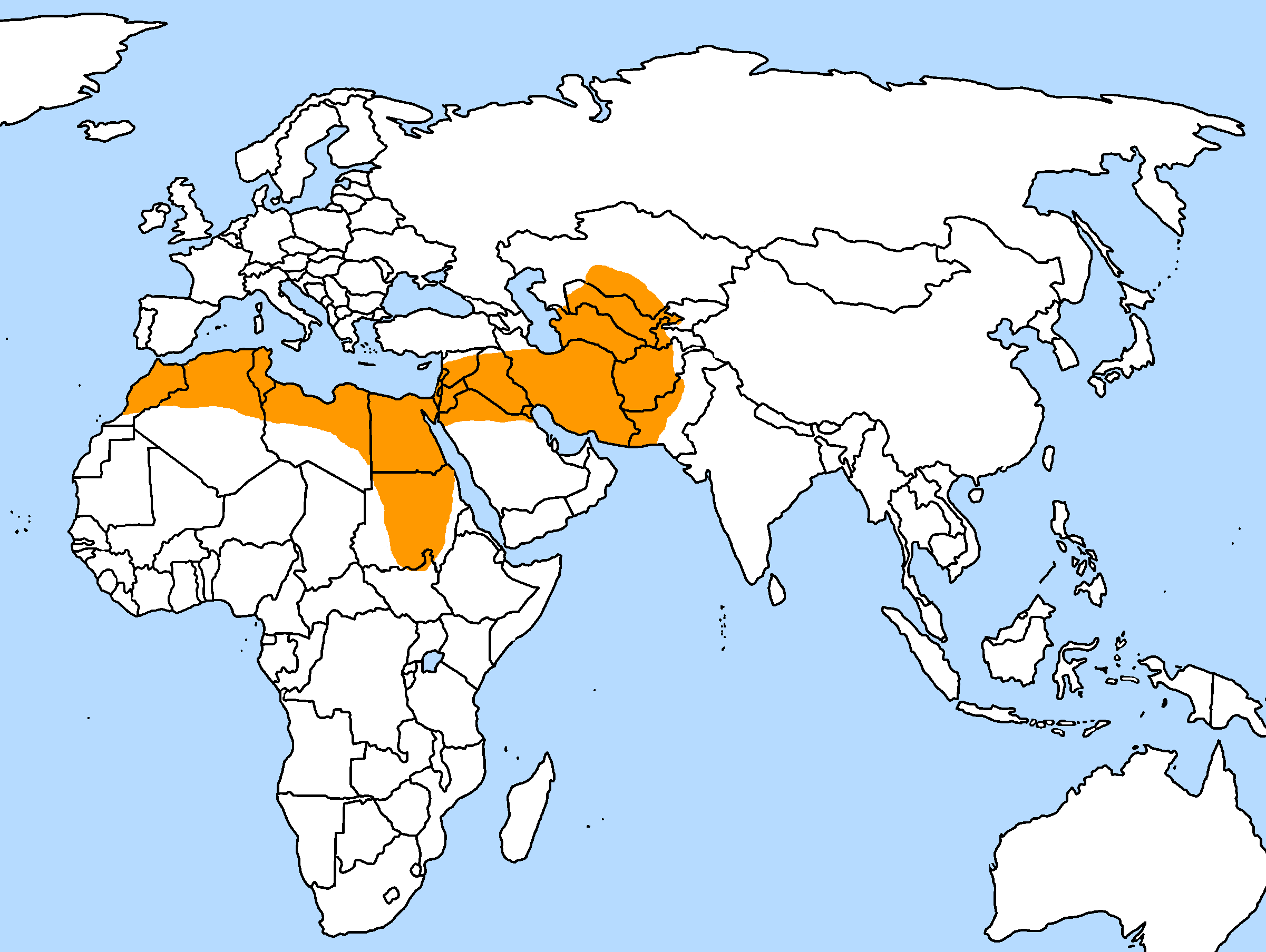
Répartition.

Cette espèce vit dans le Sud-Ouest de l'Asie et en Afrique.

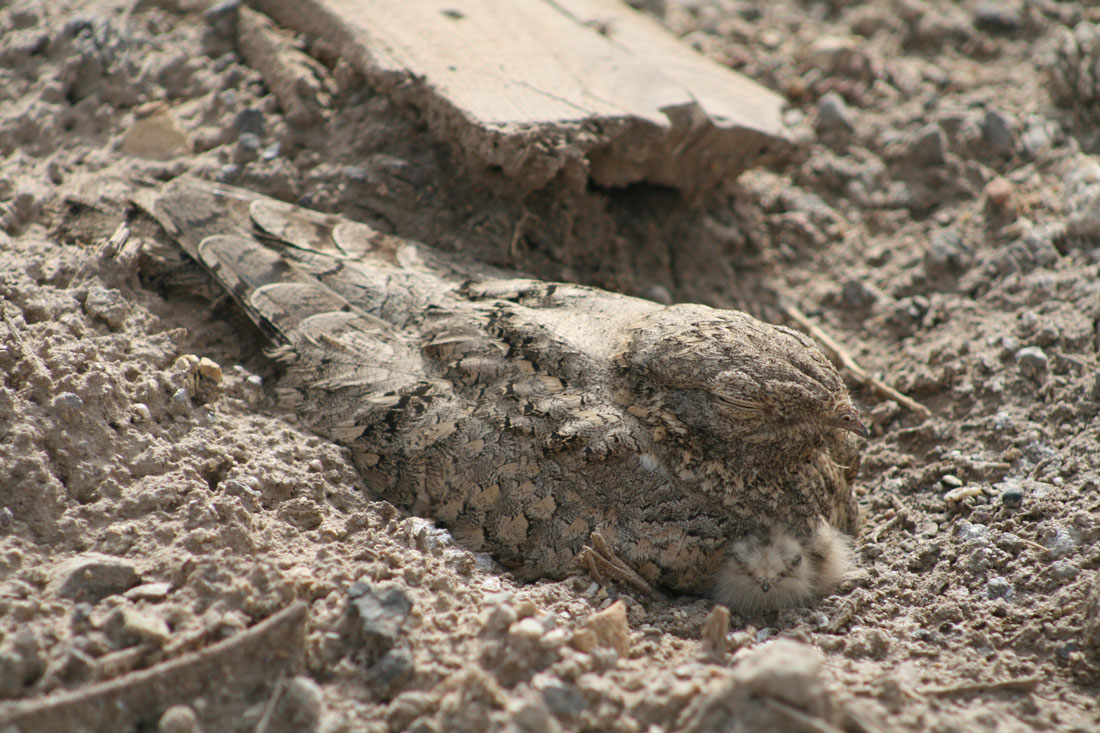
Un jeune engoulevent du désert.